# Rendeng (Gebang)
Rendeng is een bestuurslaag in het regentschap Purworejo van de provincie Midden-Java, Indonesië. Rendeng telt 1384 inwoners (volkstelling 2010).